# Underwood (Familienname)
Underwood ist ein englischer Familienname.

## Herkunft und Bedeutung
Underwood (deutsch Unterholz) entstand ursprünglich als Wohnstättenname für Personen, die an oder in einem Wald wohnen.

## Namensträger
- Arthur S. Underwood (1854–1916), britischer Anatom
- Barbara D. Underwood (* 1944), US-amerikanische Juristin
- Benjamin A. Underwood (1952–2015), US-amerikanischer Bienenforscher
- Benton Underwood (1915–1994), US-amerikanischer Psychologe
- Blair Underwood (* 1964), US-amerikanischer Schauspieler
- Brittany Underwood (* 1988), US-amerikanische Schauspielerin und Sängerin
- Carrie Underwood (* 1983), US-amerikanische Sängerin
- Cecil H. Underwood (1922–2008), US-amerikanischer Politiker
- Cecilia Underwood, 1. Duchess of Inverness (um 1785–1873), britische Adlige
- Derek Underwood (1945–2024), englischer Cricketspieler
- Garth Underwood (1919–2002), britischer Herpetologe
- George Underwood (Leichtathlet) (1884–1943), US-amerikanischer Leichtathlet und Sportjournalist
- George Underwood (Künstler) (* 1947), britischer Künstler und Musiker
- George V. Underwood Jr. (1913–1984), US-amerikanischer General
- Horace Grant Underwood (1859–1916), US-amerikanischer, presbyterianischer Missionar, Pädagoge und Bibelübersetzer
- Ian Underwood (* 1939), US-amerikanischer Musiker
- Jack Underwood (1894–1936), US-amerikanischer American-Football-Spieler
- Jay Underwood (* 1968), US-amerikanischer Schauspieler und Pastor
- Jerry Underwood (1956–2002), britischer Jazzmusiker
- John Underwood (Schauspieler) († 1624), englischer Schauspieler
- John Cox Underwood (1840–1913), US-amerikanischer Politiker
- John Curtiss Underwood (1809–1873), US-amerikanischer Politiker und Richter
- John Thomas Underwood (1857–1937), britischer Unternehmer
- John W. H. Underwood (1816–1888), US-amerikanischer Politiker
- Joseph R. Underwood (1791–1876), US-amerikanischer Politiker
- Lauren Underwood (* 1986), US-amerikanische Politikerin
- Levi Underwood (1821–1902), US-amerikanischer Politiker, Anwalt und Vizegouverneur
- Liam Underwood (* 1991), kanadischer Rugby-Union-Spieler
- Lucien Marcus Underwood (1853–1907), US-amerikanischer Botaniker
- Matthew Underwood (* 1990), US-amerikanischer Schauspieler
- Mell G. Underwood (1892–1972), US-amerikanischer Politiker
- Oscar Underwood (1862–1929), US-amerikanischer Politiker
- Peter Underwood (Parapsychologe) (1923–2014), britischer Parapsychologe
- Peter Underwood (1937–2014), australischer Jurist und Richter, Gouverneur von Tasmanien
- Quanitta Underwood (Queen Underwood; * 1984), US-amerikanische Boxerin
- Robert A. Underwood (* 1948), guamischer Politiker
- Ron Underwood (* 1953), US-amerikanischer Regisseur
- Rory Underwood (* 1963), englischer Rugby-Union-Spieler
- Ruth Underwood (* 1946), US-amerikanische Percussionistin
- Sam Underwood (* 1987), britischer Serienschauspieler
- Sara Jean Underwood (* 1984), US-amerikanisches Model und Schauspielerin
- Thomas R. Underwood (1898–1956), US-amerikanischer Politiker
- Tony Underwood (* 1969), englischer Rugby-Union-Spieler
- Warner Underwood (1808–1872), US-amerikanischer Politiker
- William Lyman Underwood (1864–1929), US-amerikanischer Bakteriologe, Insektenkundler und Naturfotograf